# Meta Illing

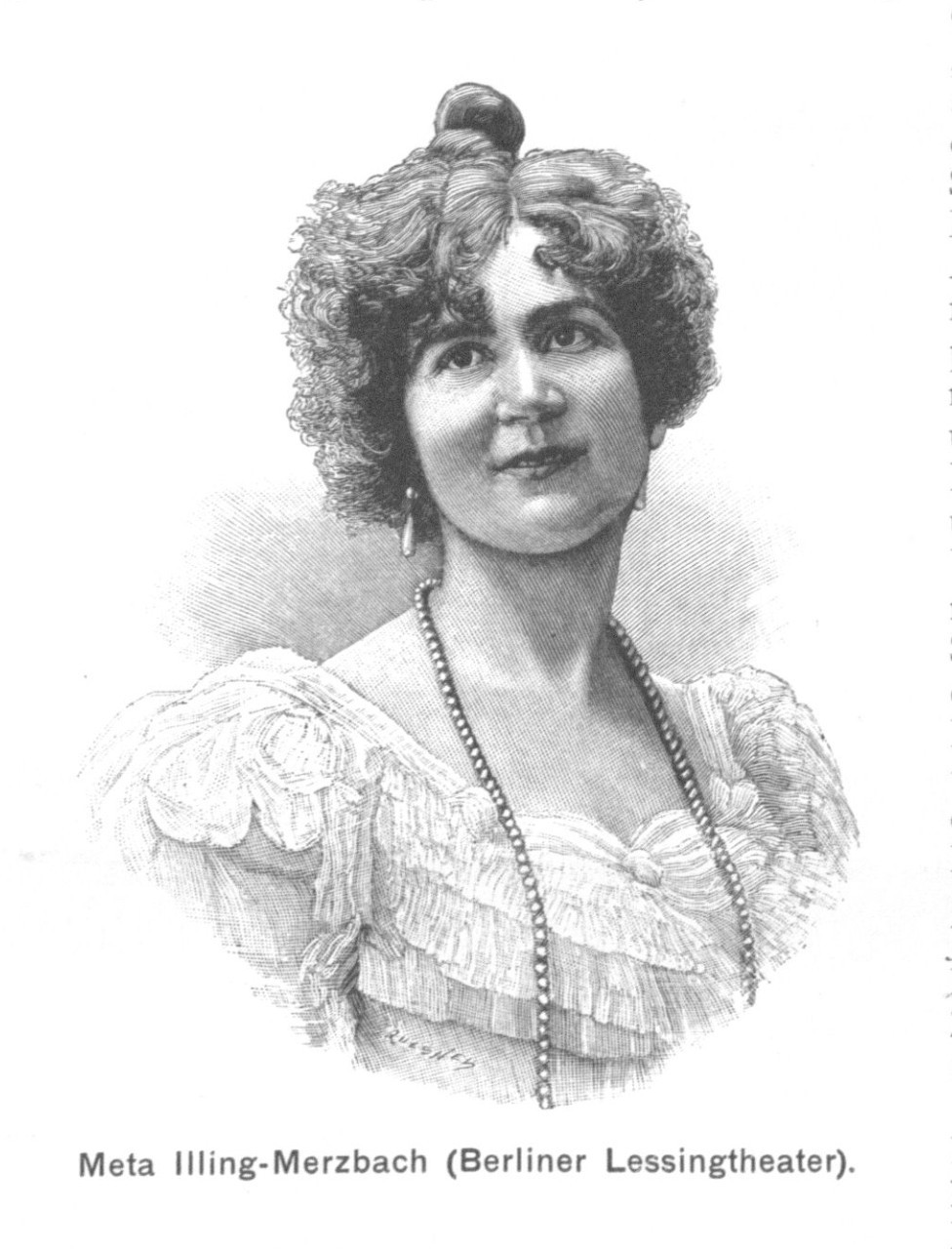
Meta Illing im Jahre 1902

Meta Illing, verheiratete Meta Merzbach (* 27. Februar 1872 in Berlin; † 26. Dezember 1909 in Frankfurt am Main) war eine deutsche Theaterschauspielerin.

## Leben
Illing, Tochter eines Wagenbauers, nahm dramatischen Unterricht bei Louise Wentzel und ging 1891 zur Bühne. In Ulm debütierte sie als „Agnes“ in den Quitzows, kam dann nach Königsberg von 1892 bis 1893, Stettin 1893 bis 1894, an das Schillertheater in Berlin von 1894 bis 1896, trat dann zum Lessingtheater über, wo sie zwei Jahre verblieb, um hierauf einem Rufe ans Thaliatheater in Hamburg Folge zu leisten. Ab dem Jahr 1900 nahm sie kein fixes Engagement mehr an, sondern erschien als Gast an deutschen Bühnen. Sie war zudem die Gründerin des »Englischen Theaters in Deutschland«, mit dem sie tourte.
1899 heiratete sie den Schriftsteller, Arzt und Sexualforscher Georg Merzbach. (1868–1939)
Der Bildhauer Martin Schauß schuf ihr zu Ehren eine Gipsbüste.